# Xã Jordan, Quận Whiteside, Illinois
Xã Jordan (tiếng Anh: Jordan Township) là một xã thuộc quận Whiteside, tiểu bang Illinois, Hoa Kỳ. Năm 2010, dân số của xã này là 899 người.